# Better Things (canção)
"Better Things" é uma canção gravada pelo girl group sul-coreano Aespa. Foi lançada em 18 de agosto de 2023, pela SM Entertainment e Warner Records como o primeiro single original em inglês do grupo. A canção foi o segundo lançamento do grupo em 2023, após seu terceiro extended play (EP), My World, em maio. Para promover a canção, Aespa exibiu uma websérie de sitcom de 3 episódios, Better Things, com seu primeiro episódio lançado em 7 de agosto. Lançada originalmente como single independente, a canção foi posteriormente incluída na edição digital do quarto EP do grupo, Drama, que foi lançado em 10 de novembro de 2023.

## Antecedentes
Antes do lançamento de "Better Things", Aespa lançou uma canção não coreana em 2022, a versão em inglês de "Life's Too Short" do seu segundo extended play, Girls. A canção recebeu críticas positivas dos críticos musicais por sua letra e uma melodia "cativante". Em 31 de março de 2023, elas lançaram sua segunda canção em inglês, "Hold On Tight", para a trilha sonora do filme original da Apple, Tetris.
Em 27 de julho de 2023, Aespa começou a divulgar seu próximo lançamento "Better Things", que mais tarde foi revelado para ser lançado em 18 de agosto. Em 31 de julho, o grupo revelou um teaser para o single que incluía um trecho "inspirado em 8 bits" da canção tocando sobre um visual de um "jogo retrô portátil de lançamento de anel de água". Antes do lançamento do single, a SM Entertainment lançou o primeiro episódio da websérie de sitcom, Better Things, em 7 de agosto. Dois dias depois, foi anunciado que Aespa apresentaria a canção no dia 13 de agosto no primeiro concerto da etapa americana de sua turnê Synk: Hyper Line no Crypto.com Arena em Los Angeles. No mesmo dia, o grupo divulgou as fotos teaser com tema de verão.

## Composição
"Better Things" foi descrita como uma canção dance acelerada minimalista. A faixa traz um som de percussão rítmica "que vai bem com o verão" ao lado de um "padrão rítmico único" e "vocais ricos" do grupo. A letra fala sobre dar foco às coisas mais valiosas da vida.

## Promoção
Em 4 de agosto, um trecho de "Better Things" foi revelado no TikTok antes do lançamento oficial da música. Aespa estrearia "Better Things" no primeiro concerto da etapa americana de sua turnê Synk: Hyper Line no dia 13 de agosto. O grupo também apareceu na capa da revista da edição de setembro de 2023 da Dork.
Para promover o lançamento do single, Aespa filmou uma websérie de sitcom de três episódios, Better Things, com o primeiro episódio carregado em 7 de agosto. Outros episódios foram lançados em 9 e 11 de agosto, respectivamente. Ningning apareceu apenas em partes limitadas da sitcom, devido ao seu estado de saúde no momento das filmagens. O show recebeu resposta "favorável" dos fãs pela química entre os integrantes do Aespa e sua "atuação habilidosa".

## Lista de faixas
| - Streaming/download digital 1. "Better Things" – 3:23 - Streaming/download digital – Sped Up + Slowed Down 1. "Better Things" (Versão Sped Up) – 3:00 2. "Better Things" (Versão Slowed Down) – 3:47 3. "Better Things" (Versão Snack) – 0:45 4. "Better Things" – 3:23 - Streaming/download digital – Tropkillaz remix 1. "Better Things" (Tropkillaz remix) – 3:00 2. "Better Things" – 3:23 | - Streaming/download digital – Raye remix 1. "Better Things" (Raye remix) – 3:25 2. "Better Things" – 3:23 - Streaming/download digital – Dance remix 1. "Better Things" (Dance remix) – 3:14 2. "Better Things" – 3:23 - CD single 1. "Better Things" – 3:23 2. "Better Things" (Versão Sped Up) – 3:00 3. "Better Things" (Versão Slowed Down) – 3:47 4. "Better Things" (Bersão Snack) – 0:45 5. "Better Things" (Tropkillaz remix) – 3:00 6. "Better Things" (Instrumental) – 3:23 |

## Reconhecimentos
| Ano  | Organização            | Categoria                | Resultado | Ref.   |
| ---- | ---------------------- | ------------------------ | --------- | ------ |
| 2023 | Asian Pop Music Awards | Canção do Ano (Exterior) | Indicado  | [ 19 ] |

## Desempenho nas paradas musicais
| Parada musical (2023)                  | Melhor posição |
| -------------------------------------- | -------------- |
| Coreia do Sul (Circle)                 | 50             |
| Japão (Billboard Japan Download Chart) | 82             |
| Global 200 (Billboard)                 | 175            |
| Nova Zelândia (RMNZ Hot Singles)       | 24             |
| Países Baixos (Global Top 40)          | 13             |

| Parada musical (2023)  | Posição |
| ---------------------- | ------- |
| Coreia do Sul (Circle) | 53      |

## Histórico de lançamento
| Região         | Data                   | Formato(s)                 | Versão                                                           | Gravadora(s) |
| -------------- | ---------------------- | -------------------------- | ---------------------------------------------------------------- | ------------ |
| Várias         | 18 de agosto de 2023   | Download digital streaming | Original                                                         | SM Warner    |
| Várias         | 8 de setembro de 2023  | Download digital streaming | Sped Up Slowed Sown                                              | SM Warner    |
| Várias         | 22 de setembro de 2023 | Download digital streaming | Tropkillaz remix                                                 | SM Warner    |
| Várias         | 29 de setembro de 2023 | Download digital streaming | Raye remix                                                       | SM Warner    |
| Várias         | 27 de outubro de 2023  | Download digital streaming | Dance remix                                                      | SM Warner    |
| Estados Unidos | 27 de outubro de 2023  | CD single                  | Original Sped Up Slowed Down Snack Tropkillaz remix Instrumental | SM Warner    |